# مسجد محمد السادس بأبيدجان
مسجد محمد السادس بأبيدجان هو معلم حضاري يعكس روعة وجماليات الهندسة التقليدية التي تميز بناء المساجد في المملكة المغربية ويقع في العاصمة الإيفورية أبيدجان. يتميز المسجد بتصميم معماري دقيق وفريد، مستوحى من العمارة التقليدية المغربية، حيث تم استخدام الزليج والرخام والخشب والجبس والزجاج في بنائه، أشرف على تصميمه المعماري المهندس المعماري مصطفى زغاري.
يتمتع بقدرة استيعابية تصل إلى 7000 مصلٍ، مما يجعلهُ أكبر مسجد في جمهورية كوت ديفوار. بالإضافة إلى قاعة الصلاة الرئيسية، يتضمن المسجد مرافق تعليمية وثقافية متنوعة مثل المكتبة وقاعة المحاضرات والمركب التجاري.
تم تصميم مسجد محمد السادس وفقًا للمعايير المعمارية التقليدية المغربية بأدق التفاصيل، حيث يتميز بصومعة ضخمة تبلغ ارتفاعها 69 مترًا، وتعتبر نقطة مميزة يمكن رؤيتها من بعيد في مدينة أبيدجان. كما يتمتع المسجد بفضاءات خضراء واسعة ومرافق إدارية متكاملة، هذه المعلمة الدينية التي تم تشييدها على طراز المعمار المغربي، وتمتد على مساحة هكتارين ونصف منها 8 آلاف و500 متر مربع مغطاة، وتضم قاعتين للصلاة تتسع لأكثر من 7000 مصلٍ ومصلية، ومكتبة وقاعة للمحاضرات وجناحًا إداريًا ومدرسة قرآنية ومركزًا تجاريًا ومواقف للسيارات ومناطق خضراء.
أعطى الملك محمد السادس والرئيس الإفواري الحسن واتارا انطلاقة بنائه يوم الجمعة 3 مارس 2017، بحي ”تريش ڤيل" وهو مبادرة ملكية تشكّل تجسيدًا ملموسًا لما يوليه الملك من أهمية للحقل الديني، وتعكس إرادته في وضع المساجد رهن إشارة المسلمين، حتى يتمكنوا من ممارسة شعائرهم الدينية بكل تجرد، وتمت مراسم الافتتاح الرسمي لمسجد محمد السادس بأبيدجان، وذلك خلال صلاة يوم الجمعة 26 رمضان 1445 هجرية الموافق لـ5 أبريل 2024.